# Faverdines

Faverdines este o comună în departamentul Cher, Franța. În 1 ianuarie 2022 avea o populație de 134 de locuitori.